# Lijst van Britse bands
Dit is een lijst van Britse bands.

## 0-9
- 10cc
- 1990s

## A
- A Certain Ratio
- ABC
- Ace
- Acid Reign
- Acrimony
- Adam Ant
- The Adventures
- Air Traffic
- Airship
- Akercocke
- The Alan Parsons Project
- The Albion Band
- All Saints
- Amateur Transplants
- The Amazons
- Anaal Nathrakh
- Anathema
- Anderson Bruford Wakeman Howe
- Angel Witch
- The Animals
- The Applejacks
- Arctic Monkeys
- Armageddon
- Ash
- Aswad
- Atomic Kitten
- Atomkraft
- Audio Bullys
- Autechre
- Avenger
- Aztec Camera

## B
- Babyshambles
- Badfinger
- Bananarama
- The Barron Knights
- Basement Jaxx
- Bastille
- The Battlefield Band
- Beady Eye
- The Beatles
- Bee Gees
- Belle & Sebastian
- Biffy Clyro
- Big Country
- Billy J. Kramer with The Dakotas
- Black Sabbath
- Bloc Party
- Blood Red Shoes
- Blur
- Bolt Thrower
- Bombay Bicycle Club
- Bow Wow Wow
- The Boys of the Lough
- Bronski Beat
- Bush
- The Butts Band
- Buzzcocks

## C
- Camel
- Camera Obscura
- Caravan
- The Chameleons
- The Chemical Brothers
- CIEL
- The Clash
- Cliff Adams Singers
- Cliff Bennett and the Rebel Rousers
- Cocteau Twins
- Coil
- Coldplay
- Lloyd Cole and the Commotions
- The Courteeners
- Crass
- Cream
- The Cross
- The Cult
- Culture Club
- The Cure

## D
- The Dave Clark Five
- David and Jonathan
- Death in Vegas
- Declan Welsh & the Decadent West
- Deep Purple
- Def Leppard
- Del Amitri
- Delirious?
- Delivery
- Depeche Mode
- Dexys Midnight Runners
- Dire Straits
- Dirty Pretty Things
- Dolchamar
- Duran Duran
- The Durutti Column

## E
- Echo & the Bunnymen
- Editors
- Elbow
- Electric Light Orchestra
- Electronic
- Emerson, Lake & Palmer
- Enter Shikari
- Erasure
- Eternal
- Eurythmics

## F
- Faces
- Fairground Attraction
- Fairport Convention
- Faithless
- Feeder
- The Feeling
- Fischer-Z
- Five
- Fleetwood Mac
- Florence and the Machine
- The Flying Lizards
- Foals
- The Four Pennies
- The Fourmost
- Frankie Goes to Hollywood
- Franz Ferdinand
- The Fratellis
- Freddie & the Dreamers

## G
- Gang of Four
- Genesis
- Gerry & the Pacemakers
- Gilgamesh
- Gong
- Gorillaz
- Gravity Noir
- The Gun

## H
- Hard-Fi
- The Herd
- Herman's Hermits
- The High Level Ranters
- The Hollies
- The Honeycombs
- The Human League
- Humble Pie

## I
- In Cahoots
- Infadels
- Inspiral Carpets
- IQ
- Iron Maiden

## J
- The Jam
- Jamiroquai
- Japan
- Jemini
- Jethro Tull
- Johnny Kidd and the Pirates
- John's Children
- Joy Division
- Judas Priest

## K
- Kaiser Chiefs
- Kajagoogoo
- Kasabian
- Keane
- Khan
- King Crimson
- The Kinks
- Klaxons
- The KLF
- The Kooks
- Kula Shaker

## L
- Lamb
- The Last Dinner Party
- The Last Shadow Puppets
- Led Zeppelin
- Level 42
- The Libertines
- Little Mix
- Lo Fidelity Allstars
- Londonbeat
- London Grammar
- Los Campesinos!
- Lostprophets
- Lovejoy
- Lush

## M
- The Maccabees
- Madness
- Manfred Mann
- Manic Street Preachers
- Marillion
- The Masked Marauders
- Massive Attack
- Mattafix
- Maxïmo Park
- Maybeshewill
- McFly
- The Merseybeats
- The Merseys
- Milburn
- The Mindbenders
- Miranda Sex Garden
- Modern English
- Mogwai
- Moody Blues
- Motörhead
- Mud
- Mumford & Sons
- Mumm-Ra
- Muse
- My Bloody Valentine

## N
- The Nashville Teens
- National Health
- The New Fast Automatic Daffodils
- New Order
- The Nice
- Noisettes

## O
- Oasis
- Omnia Opera
- One Direction
- One Night Only
- The Overlanders

## P
- Paul Atkinson
- Pendragon
- Penguin Café Orchestra
- Pepsi & Shirlie
- Pet Shop Boys
- Pete & The Pirates
- The Pigeon Detectives
- Pink Floyd
- Placebo
- The Pogues
- The Police
- Porcupine Tree
- Portico Quartet
- Portishead
- The Pretty Things
- Primal Scream
- The Proclaimers
- Procol Harum
- The Prodigy
- Pulp
- The Puppini Sisters

## Q
- Queen

## R
- Radiohead
- The Rakes
- The Rascals
- Razorlight
- The Real Thing
- Renaissance
- Renée & Renato
- Ride
- The Rifles
- Rockefeller
- The Rolling Stones
- Roxy Music
- Royal Blood
- The Rutles
- The Rubettes

## S
- S Club 7
- Samson
- Saxon
- Scouting for Girls
- Scritti Politti
- The Searchers
- Sex Pistols
- The Shadows
- Shapeshifters
- Silly Wizard
- Simple Minds
- Simply Red
- Siouxsie and the Banshees
- The Sisters of Mercy
- Skunk Anansie
- Slaughter & the Dogs
- Small Faces
- The Smiths
- Sniff 'n' the Tears
- Snow Patrol
- Soft Machine
- Solid HarmoniE
- Sons & Daughters
- Soul II Soul
- Spandau Ballet
- The Specials
- The Spencer Davis Group
- Spice Girls
- Squeeze
- Starsailor
- Status Quo
- Stereophonics
- The Stone Roses
- The Stranglers
- The Style Council
- Suede
- Sugababes
- Supergrass
- Supertramp
- The Sweet
- The Swinging Blue Jeans

## T
- T. Rex
- Talk Talk
- Take That
- The Tannahill Weavers
- Tears for Fears
- Technohead
- The The
- Thirteen Senses
- Tight Fit
- The Ting Tings
- Toe Fat
- T'Pau
- The Tornados
- Toy Dolls
- Traffic
- Travis
- The Tremeloes
- Turin Brakes

## U
- UB40
- Underworld
- Unit 4 + 2
- Urban Cookie Collective
- Uriah Heep

## V
- The Vaccines
- The Vamps
- Van der Graaf Generator
- The Veils
- The Verve
- The View

## W
- The Wanted
- The Watersons
- Wayne Fontana and The Mindbenders
- We Were Promised Jetpacks
- Wham!
- Whippersnapper
- White Lies
- Whitesnake
- The Who
- Wild Beasts
- The Wilde Flowers
- The Wombats
- World Party

## X
- XTC
- The xx

## Y
- The Yardbirds
- Yazoo
- Years & Years
- Yes
- You Me at Six
- Young Guns
- Young Marble Giants

## Z
- The Zombies